# Zalesiïta
La zalesiïta (en anglès, zálesíite) és un mineral de la classe dels arsenats, que pertany al grup de la mixita. Rep el seu nom de la localitat txeca de Zálesí, on va ser descoberta. Abans de l'aprovació del nom actual, la designació preliminar "Agardita-(Ca)" va ser utilitzada per alguns autors.

## Característiques
La zalesiïta és un arsenat de fórmula química CaCu₆(AsO₄)₂(AsO₃OH)(OH)₆(H₂O)₃. Va ser aprovada com a espècie vàlida per l'Associació Mineralògica Internacional l'any 1997. Cristal·litza en el sistema hexagonal. La seva duresa a l'escala de Mohs és 2 a 3. És l'anàleg arsenat de la calciopetersita i l'anàleg amb calci de la plumboagardita.
Segons la classificació de Nickel-Strunz, la zalesiïta pertany a «08.DL - Fosfats, etc, amb cations de mida mitjana i gran, (OH, etc.):RO₄ = 2:1» juntament amb els següents minerals: foggita, cyrilovita, mil·lisita, wardita, agardita-(Nd), agardita-(Y), agardita-(Ce), agardita-(La), goudeyita, mixita, petersita-(Y), plumboagardita, calciopetersita, cheremnykhita, dugganita, kuksita, wallkilldellita-(Mn), wallkilldellita-(Fe) i angastonita.

## Formació i jaciments
Va ser descoberta a Zálesí, Javorník, a la regió d'Olomouc, Moràvia (República Txeca). Als territoris de parla catalana se n'ha trobat zalesiïta a dos indrets del País Valencià: la mina La Murta (Vall d'Uixó, província de Castelló) i a les mines de Brezal (Pavías, Castelló), i dos més a Catalunya: a Prullans (Cerdanya, Lleida), i a la mina «Iris 18» d'Escornalbou, a Riudecanyes (Baix Camp, Tarragona).